# Ulee Ue (Indrapuri)
Ulee Ue is een bestuurslaag in het regentschap Aceh Besar van de provincie Atjeh, Indonesië. Ulee Ue telt 339 inwoners (volkstelling 2010).